# Criterio di Weierstrass
In analisi matematica, il criterio di Weierstrass, conosciuto anche come M-test, è un importante risultato riguardante la convergenza totale (e di conseguenza la convergenza uniforme) di serie di funzioni di variabile complessa o reale.

## Il criterio
Sia {\displaystyle f_{n}:A\subseteq \mathbb {C} \to \mathbb {C} } una successione di funzioni a valori complessi. Se per ogni {\displaystyle n\in \mathbb {N} } esiste {\displaystyle M_{n}\geq 0} tale che:
{\displaystyle |f_{n}(z)|\leq M_{n},\qquad \forall z\in A}
e si ha:
{\displaystyle \sum _{n=1}^{+\infty }M_{n}<+\infty ,}
allora la serie:
{\displaystyle \sum _{n=1}^{+\infty }f_{n}(z)}
converge totalmente e uniformemente in {\displaystyle A}.
Questo risultato è spesso utilizzato insieme al teorema del limite uniforme, il quale afferma che il limite (relativo alla convergenza uniforme) di ogni successione di funzioni continue è continuo. Insieme, i due enunciati stabiliscono che se, in aggiunta alle condizioni precedenti, {\displaystyle A} è uno spazio topologico e le funzioni {\displaystyle f_{n}} sono continue su {\displaystyle A}, allora la serie converge ad una funzione continua.

### Generalizzazione
Se il codominio di {\displaystyle f_{n}} è uno spazio di Banach si ottiene una generalizzazione del teorema, in cui la disuguaglianza:
{\displaystyle |f_{n}(z)|\leq M_{n}}
può essere rimpiazzata da:
{\displaystyle \|f_{n}(z)\|\leq M_{n}}
dove {\displaystyle \|\cdot \|} è la norma sullo spazio di Banach.

## Dimostrazione
Sia {\displaystyle S_{n}(z)=\sum _{k=1}^{n}f_{k}(z)}. Presi {\displaystyle n,m\in \mathbb {N} } con {\displaystyle m>n}, date le ipotesi del teorema si ha:
{\displaystyle |S_{m}(z)-S_{n}(z)|=|\sum _{k=n+1}^{k=m}f_{k}(z)|\leq \sum _{k=n+1}^{k=m}|f_{k}(z)|\leq \sum _{k=n+1}^{k=m}M_{k}\qquad \forall z\in A}
La serie a termini non-negativi {\displaystyle \sum _{k=1}^{+\infty }M_{k}} converge, quindi per ogni {\displaystyle \epsilon >0} esiste {\displaystyle n_{0}} tale che per ogni {\displaystyle n>n_{0}} si verifica:
{\displaystyle \sum _{k=n}^{k=+\infty }M_{k}<\epsilon }
Scegliendo {\displaystyle n} e {\displaystyle m} sufficientemente grandi si ha quindi:
{\displaystyle |S_{m}(z)-S_{n}(z)|\leq \sum _{k=n+1}^{k=m}M_{k}\leq \sum _{k=n}^{k=+\infty }M_{k}<\epsilon \qquad \forall z\in A}
Per ogni {\displaystyle z} la successione {\displaystyle S_{n}(z)} è di Cauchy nello spazio metrico completo {\displaystyle \mathbb {C} }, pertanto converge a {\displaystyle l_{z}}. Definendo la funzione {\displaystyle S(z)=l_{z}} e facendo tendere {\displaystyle m} a {\displaystyle +\infty } nella precedente relazione si ha:
{\displaystyle |S(z)-S_{n}(z)|\leq \sum _{k=n+1}^{k=+\infty }M_{k}<\epsilon \ \qquad \forall z\in A\quad \forall n>n_{0}}
ovvero {\displaystyle S_{n}(z)=\sum _{k=1}^{n}f_{k}(z)} converge uniformemente a {\displaystyle S(z)}.